# Puig de les Teules
El Puig de les Teules és una muntanya de 273 metres que es troba al municipi de Santa Cristina d'Aro, a la comarca catalana del Baix Empordà.